# Aeroportul Ed-Air
Aeroportul Ed-Air (IATA: OTN, FAA LID: I20) este un aeroport din Indiana, Statele Unite ale Americii ce deservește zona Oaktown⁠(d).
Situat la o altitudine de 130 m, aeroportul dispune de 1 pistă.

## Infrastructură

### Piste
Aeroportul dispune de o singură pistă. Pista 18/36 are suprafața de asfalt și dimensiunile 5.835 picioare × 100 picioare. 